# شهرستان لیپسکام (تگزاس)

موقعیت شهرستان در ایالت تگزاس

لیپسکام یکی از شهرستان‌های ایالت تگزاس می‌باشد.
این شهرستان در شمال این ایالت است.
جمعیت این شهرستان در سال ۲۰۱۰ میلادی معادل ۳۳۰۲ نفر بود.